# Solliès-Toucas
Solliès-Toucas este o comună în departamentul Var din sud-estul Franței. În 2009 avea o populație de 5.083 de locuitori.

## Evoluția populației
| An        | 1975  | 1982  | 1990  | 1999  | 2006  | 2009  |
| --------- | ----- | ----- | ----- | ----- | ----- | ----- |
| Populație | 1.549 | 2.098 | 3.439 | 4.397 | 4.907 | 5.083 |